# Vítor Martins
Vítor Martins es un compositor brasileño. Posee una tendencia romántica y dramática.
Entre sus numerosas composiciones se destacan los trabajos junto a su compañero Ivan Lins, con quien también fundó un sello discográfico, Velas, que fue responsable del lanzamiento de artistas como Lenine, Belô Veloso, Guinga, Chico César, y otros.

## Canciones más famosas
- Abre alas (con Ivan Lins)
- Açucena (con Ivan Lins)
- Água doce (con Ivan Lins)
- Amar assim (con Ivan Lins)
- Andorinhas (con Ivan Lins)
- Anjo de mim (con Ivan Lins)
- Aos nossos filhos (con Ivan Lins)
- Arlequim desconhecido (con Ivan Lins)
- Bandeira do divino (con Ivan Lins)
- Barco fantasma (con Ivan Lins)
- Cartomante (con Ivan Lins)
- Choro das águas (con Ivan Lins)
- Clareou (con Ivan Lins y Aldir Blanc)
- Começar de novo (con Ivan Lins)
- Desesperar, jamais (con Ivan Lins)
- 16 de novembro (con Ivan Lins)
- Dinorah, Dinorah (con Ivan Lins)
- Formigueiro (con Ivan Lins, éxito en la voz de Tim Maia)
- Sede dos marujos
- Vitoriosa